# Adalbert
Adalbert ist ein deutscher männlicher Vorname.

## Herkunft und Bedeutung des Namens
Der Name setzt sich aus den althochdeutschen Wörtern adal „edel“ und beraht „glänzend, berühmt“ zusammen. Eine verkürzte Form des Namens ist Albert.
Er entspricht dem altenglischen Æþelbeorht bzw. Æþelbriht, aus dem sich der Nachname Albright entwickelte.

## Namenstag
Mögliche Namenstage sind:
- 23. April: hl. Adalbert von Prag (katholisch, evangelisch)
- 20. Juni: hl. Adalbert von Magdeburg (katholisch)
- 26. November: hl. Albert (Adalbert) von Oberalteich (katholisch)

## Namensvarianten
- Æthelberht
- Adalbrecht, Adalbero, Adelbert, Albero, Albert, Albrecht, Delbert, Edelbert
- weiblich: Adalberta, Adelberta, Alberta,
- plattdeutsch: Ahlert
- italienisch, portugiesisch, spanisch: Adalberto
- polnisch: Wojciech
- tschechisch: Vojtěch
- ungarisch: Béla

## Heilige mit Namen Adalbert bzw. Albert
Der heilige Adalbert (Adalbert von Prag) hieß ursprünglich Vojtěch. Den Namen Adalbert erhielt er als Firmnamen von seinem Mentor Adalbert von Magdeburg, dem später heiliggesprochenen Bischof. Darum werden die slawischen Namen Vojtěch, Wojciech usw. als Varianten des Namens Adalbert betrachtet, obwohl sie etymologisch nicht mit dem Namen Adalbert verwandt sind.
Als Heiliger Adalbert bzw. Albert werden außerdem bezeichnet:
- Albert von Lüttich (1160–1192), Bischof von Reims, auch bekannt als der Heilige Albrecht I. von Löwen;
- Albert der Große (Albertus Magnus) (1200–1280), Gelehrter und zeitweise Bischof von Regensburg

## Bekannte Namensträger

### Mittelalter
- Adalbert von Babenberg (854–906), fränkischer Graf
- Adalbert II. (um 1030–1080), Graf von Ballenstedt
- Adalbert III. von Böhmen (1145–1200), Erzbischof von Salzburg (1168–1177 und 1182–1200)
- Adalbert von Bremen (~1000–1072), Erzbischof von Bremen und Hamburg
- Adalbert der Erlauchte († um 900/906), Graf im Thurgau, Albgau, Hegau und der Bertholdsbaar
- Adalbert IV. von Calw († 1147), Graf von Löwenstein und Calw
- Adalbert IV. von Dillingen († 1257), Graf von Dillingen, siehe Grafen von Dillingen #Adalbert IV.
- Adalbert († 723), Herzog im Elsass
- Adalbert von Entringen (11. und 12. Jahrhundert), adliger Herr in Entringen
- Adalbert von Fohnsdorf († 1322), von 1293 bis 1322 Bischof von Chiemsee
- Adalbert I. von Harthausen, Bischof von Freising von 1158 bis 1184
- Adalbert I. von Ivrea († 923), Markgraf von Ivrea
- Adalbert II. von Ivrea (~936–971), Markgraf von Ivrea
- Adalbert von Lothringen (1000–1048), Herzog von Lothringen
- Adalbert von Magdeburg (≈910–981), Bischof von Magdeburg
- Adalbert von Minden, von 902 bis 905 Bischof von Minden
- Adalbert von Oberalteich (1239–1311), deutscher Benediktinermönch
- Adalbert von Passau († 970), Bischof
- Adalbert von Pommern († ≈1162), Bischof
- Adalbert von Prag († 997), Bischof von Prag
- Adalbert I. von Saarbrücken († 1137), Kanzler von Heinrich V. und Erzbischof von Mainz
- Adalbert II. von Saarbrücken († 1141), Erzbischof von Mainz
- Adalbert von Sachsen (1467–1484), Administrator von Mainz (1482–84)
- Adalbert von Saffenberg († ≈110), Graf von Saffenberg/Saffenburg
- Adalbert I. († 874), Erzbischof von Salzburg (873–874)
- Adalbert II. (≈875–935), Erzbischof von Salzburg (923–935)
- Adalbert von Schauenburg († 1073), Widersacher Ottos von Northeim
- Adalbert der Siegreiche (≈985–1055), Markgraf von Österreich, Mitglied des Hauses der Babenberger
- Adalbert I. (auch Adalbert von Zähringen; ≈ 113–1195), Herzog von Teck
- Adalbert II. († 1215/19), Herzog von Teck
- Adalbert I. (* vor 846; † nach dem 27. Mai 884), Markgraf von Tuszien
- Adalbert II. († 915), Markgraf von Toskana
- Adalbert I. (≈915–987), Graf von Vermandois, Mitglied des Hauses der Karolinger
- Adalbert I. von Winterthur (* um 960–1030), Graf von Winterthur
- Adalbert II. von Winterthur (* um 1010–1053), Graf von Winterthur
- Adalbert I., Adalbert I. von Rheinfelden (≈1020–1070), Benediktiner und 1065 bis 1070 Bischof von Worms
- Adalbert II. († 1107), Adliger, Bischof von Worms

### Neuzeit
- Adalbert von Bayern (Adalbert Wilhelm von Bayern; 1828–1875), Prinz von Bayern und Erbprinz von Griechenland
- Adalbert von Preußen (1811–1873), preußischer Marineoffizier
- Adalbert von Preußen (1884–1948), deutscher Prinz

- Adalbert Androvits (1926–2005), rumänischer Fußballspieler
- Adalbert von Bayern (1886–1970), deutscher Historiker, Diplomat und Autor
- Adelbert von Chamisso (1781–1838), deutscher Dichter
- Adalbert Duchek (1824–1882), österreichischer Internist und Pathologe
- Adalbert Durrer (1950–2008), Schweizer Politiker
- Adalbert Ebner (1861–1898), deutscher katholischer Priester und Autor
- Adalbert von Falkenstein (1671–1739), Bischof in Temeschwar
- Adalbert Fuchs (1868–1930), Abt von Stift Göttweig
- Adalbert von Goldschmidt (1848–1906), österreichischer Komponist, Dichter und Satiriker
- Adalbert Gramlich (1892–1969), deutscher Politiker (CDU)
- Adalbert von Harstall (1737–1814), letzter Fürstbischof von Fulda
- Adalbert Inama (1798–1879), österreichischer Prämonstratenser und Missionar
- Adalbert Jaschinski (1905–1989), deutscher Maler und Grafiker, Galerist
- Adalbert Jordan (1937–2004), deutscher Bauunternehmer und Fußballfunktionär
- Adalbert Kelm (1856–1939), deutscher Architekt und Marine-Baubeamter
- Adalbert Langer (1905–1994), deutscher Jurist
- Adalbert H. Lhota (1946–2022), österreichisch-schweizerischer Vorsitzender des AvD
- Adalbert Luczkowski (1900–1971), deutscher Musiker
- Adalbert Matkowsky (1857–1909), deutscher Schauspieler
- Adalbert Merx (1838–1909), deutscher evangelischer Theologe und Orientalist
- Adalbert Neuburger (1903–1968), deutscher Pädagoge und Hochschullehrer
- Adalbert Oehler (1860–1943), Düsseldorfer Oberbürgermeister und Professor für Verwaltungsrecht
- Adalbert Prechtl (* 1949), ehemaliger Vizerektor für Lehre an der TU Wien
- Adalbert Quadt (1903–1987), deutscher Gitarrist, Herausgeber und Musikpädagoge
- Adalbert Rethi (1943–2008), rumänisch-ungarischer Tischtennisspieler
- Adalbert von Springer (1896–1943), österreichischer Mediziner und Widerstandskämpfer
- Adalbert Sternberg (1868–1930), österreichisch-tschechischer Politiker und Publizist
- Adalbert Stifter (1805–1868), österreichischer Dichter
- Adalbert Trillhaase (1858–1936), deutscher Maler der Richtung Naive Malerei
- Adalbert Wietek (1876–1933), deutscher Architekt
- Adalbert Zink (1902–1969), polnischer römisch-katholischer Priester im Ermland

Zwischenname
- George Adalbert von Mülverstedt (1825–1914), Archivar und Historiker

### Als Familienname
- Max Adalbert (1874–1933), deutscher Theater- und Filmschauspieler